# Герой (фильм, 1992)
«Герой» (англ. Hero), также известен как «Случайный герой» (англ. Accidental Hero) — фильм-драма с элементами комедии режиссёра Стивена Фрирза.

## Сюжет
Главный герой фильма, Бёрни (Бернард Ла-Плант, англ. Bernard LaPlante), мелкий воришка, попадающий в серию неприятностей: он разводится, его бывшая жена лишает его права видеться с сыном, он теряет работу, его собираются посадить. По дороге на день рождения сына, во время сильной грозы, перед ним падает самолёт. Выйдя из своей машины, Бёрни пытается открыть дверь самолёта снаружи, а когда она открывается, его сбивает с ног. Весь в грязи, он пытается выбраться из воды, и замечает пропажу одного из новых 100-долларовых ботинок, которые он оставил на суше. Пока Бёрни пытается найти свой ботинок, к нему подбегает мальчик и умоляет помочь его отцу, по фамилии Флетчер, который потерял сознание и не может выбраться из горящего самолёта. Пробираясь по самолёту он выносит ещё двух мужчин и одну женщину, попутно украв её сумочку. Не найдя Флетчера, он вынужден покинуть самолёт, который почти сразу после этого взрывается. По дороге домой от своей бывшей жены, которая не захотела его выслушать и не дала даже поговорить с сыном, у Бёрни глохнет машина, и его соглашается подвезти на своей бездомный, которому Берни подробно рассказывает о падении самолёта и жалуется на то, что он всё испортил — не пошёл с сыном в кино, после чего дарит ему оставшийся ботинок.
Когда к Гейл Гейли, репортёру 4-го канала, также летевшей на этом рейсе (именно её Бёрни вынес из самолёта, и именно её сумочку с полученной репортёрской наградой он украл), приходят её коллеги, она узнаёт, что спас её и остальных не спасатель, и не один из летевших на самолёте; она решает найти этого героя. Во время просмотра снятого сюжета об авиакатастрофе, Гейл Гейли замечает на заднем плане своего спасителя, но там не видно его лица. Опрос других пассажиров также ничего не даёт — его присутствие помнят, но лица никто не видел, потому что оно было в грязи. Единственное что о нём известно — ботинок, найденный на месте происшествия. 4-й канал объявляет премию в один миллион долларов этому человеку, и само собой разумеется, что множество людей бросаются в здание канала. Настоящий герой слишком занят своими полулегальными делами и жизненными проблемами, поэтому не сразу замечает, что пресса раздула инцидент в масштабную кампанию.
Во время слушания дела Ла-Планта, суд прерывает заседание в связи с чрезвычайным сообщением — «Ангел рейса 104» найден! Выясняется, что Джон Баббер, тот самый бездомный, которому Бёрни всё рассказал и оставил свой ботинок, решил выдать себя за этого самого героя. Но лишь по той простой причине, что ему очень нужны деньги. Гейл Гейли делает из своего мнимого спасителя настоящего героя Америки, образчика доброты и самопожертвования, рискнувшего своей жизнью ради жизни других незнакомых ему людей. Затем она всё глубже изучая биографию Баббера узнает, что он участник Вьетнамской войны, спас немало боевых товарищей, но не смог получить награду, так как поблизости не было ни одного офицера, способного засвидетельствовать этот подвиг. Проводя с Джоном всё больше и больше времени, Гейл влюбляется в него.
«Героя» поселяют в номер шикарной гостиницы, где его ждут множество подарков от благодарных пассажиров. Джон становится народным героем, совершающим добрые поступки и вдохновляющим на них обычных людей. Однако несмотря на всё это, он всё сильнее начинает понимать, что вся эта слава и признание принадлежат не ему. В то же время у Бернарда возникают серьёзные неприятности из-за сумочки Гейли найденной у него в квартире. Ему грозит очередной срок.
К концу фильма, Джон не выдержав того, что все считают его «героем» за подвиг, которого он не совершал, залезает на карниз многоэтажного дома и собирается спрыгнуть. Никому неизвестны мотивы его поступка, кроме Бёрни, которому удаётся-таки добраться до Джона и вновь рискуя жизнью, также забравшись на карниз, убедить его не совершать глупого поступка.
В конце Гейл узнает в Бёрни человека, спасшего ей жизнь и искренне благодарит. Однако героем по-прежнему остаётся Джон Баббер, который, как позже выясняется, согласился отдать деньги Бёрни.
Ирония фильма заключается в том, что Ла-Плант, пробыв всю свою жизнь мошенником, совершает совершенно нетипичный для себя подвиг, и не получает в ответ ничего, кроме новых страданий. При этом, Джон Баббер, человек приличный и благородный, существенно поправляет свои дела только преступно выдав себя за другого, хотя его вскоре начинают мучить угрызения совести.
Особого внимания заслуживает диалог Бёрни с сыном в зоопарке, ближе к концу фильма.

## Создатели фильма

### Съёмочная группа
- Режиссёр — Стивен Фрирз
- Сценарий — Лора Зискин, Элвин Сарджент, Дэвид Пиплс
- Композитор — Джордж Фентон
- Продюсер — Лора Зискин

### В ролях
- Дастин Хоффман — Бернард (Берни) Ла-Плант
- Энди Гарсиа — Джон Баббер
- Джина Дэвис — Гейл Гейли
- Джоан Кьюсак — Эвелин Ла-Плант
- Джеймс Мадио[англ.] — Джоуи Ла-Плант

- Кевин О’Коннор — Чаки, оператор 4-го канала
- Стивен Тоболовски — Джеймс Уоллес, управляющий 4-го канала
- Чеви Чейз — Дэке, редактор новостей 4-го канала (в титрах не указан)
- Мори Чайкин — Уинстон, хозяин квартиры, которую снимает Бёрни
- Дэниел Болдуин — Дентон, пожарник
- Том Арнольд — Чик, бармен
- Кристиан Клименсон — Конклин

Мэрайя Кэри записала песню «Hero» для этого фильма, но её лейбл не хотел упускать такую рок-балладу и было решено покинуть проект. Вместо этого тему под названием «Heart of a Hero» исполнил Лютер Вандросс.
Рабочим названием фильма было «Герой с половиной» (англ. «Hero and a Half») который пришлось изменить в связи с релизом фильма «Полицейский с половиной» (1993).